# 楊文愷
楊 文愷（よう ぶんがい）は清末、中華民国の軍人・政治家。北京政府、直隷派に属し、後に農商総長をつとめた。字は建章。

## 事跡
清末の秀才で、後に日本に留学する。陸軍士官学校第6期歩兵科を卒業した。その後、禁衛軍一等参謀、直隷都督府軍務課課長、湖北督軍公署軍務課課長兼漢陽兵工廠総弁を歴任した。この経歴から、直隷派に属する王占元の幕僚となっている。
1921年（民国10年）、やはり直隷派である孫伝芳配下に転じる。翌年、孫に随従して福建省に入り、福建省督軍署参議に任命された。1924年（民国13年）、越威将軍の位を授与される。その翌年には、東南五省聯軍総司令部総参議となった。
1926年（民国15年）5月、顔恵慶内閣で農商総長に任じられた。続く杜錫珪代理内閣、顧維鈞代理内閣でもその地位にあった。楊文愷は、潘復内閣が成立した1927年（民国16年）6月に辞任している。この内閣では農商部が改組され、農工部と実業部に分離された。
以後、楊文愷は天津に寓居した。中華人民共和国成立後も同地に留まり、天津文史館館員となっている。
1965年6月、病没。享年83。